# Bricquebosq
Cet article possède un paronyme, voir Bricquebec.
Bricquebosq ou Bricqueboscq [bʁikbo] est une commune française, située dans le département de la Manche en région Normandie, peuplée de 638 habitants.

## Géographie

### Localisation
La commune est située à huit kilomètres des Pieux.
Les communes limitrophes sont Breuville, Couville, Grosville, Rauville-la-Bigot, Saint-Christophe-du-Foc et Sotteville.

### Hydrographie
La commune est située dans le bassin Seine-Normandie. Elle est drainée par la Diélette, la Divette, le Marvis et un autre petit cours d'eau,.
La Diélette, d'une longueur de 13 km, prend sa source dans la commune et se jette  dans le golfe de Saint-Malo à Tréauville, après avoir traversé cinq communes.

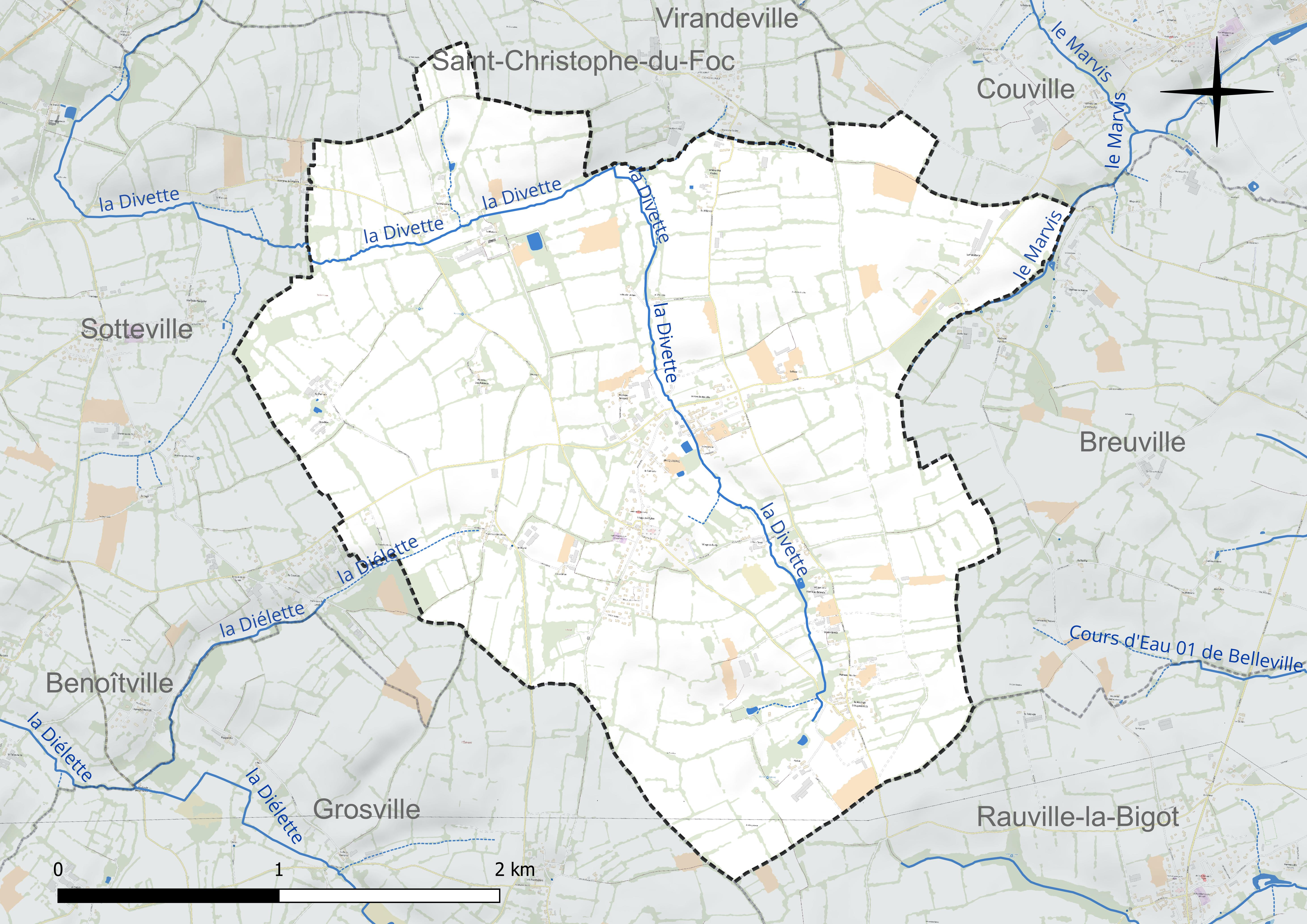
Réseau hydrographique de Bricquebosq.

La Divette, d'une longueur de 28 km, prend sa source dans la commune et se jette dans la Manche à Cherbourg-en-Cotentin, après avoir traversé huit communes.

### Climat
Pour des articles plus généraux, voir Climat de la Normandie et Climat de la Manche.
En 2010, le climat de la commune est de type climat océanique franc, selon une étude du CNRS s'appuyant sur une série de données couvrant la période 1971-2000. En 2020, Météo-France publie une typologie des climats de la France métropolitaine dans laquelle la commune est exposée à un climat océanique et est dans la région climatique  Normandie (Cotentin, Orne), caractérisée par une pluviométrie relativement élevée (850 mm/a) et un été frais (15,5 °C) et venté.
Pour la période 1971-2000, la température annuelle moyenne est de 10,9 °C, avec une amplitude thermique annuelle de 11,3 °C. Le cumul annuel moyen de précipitations est de 916 mm, avec 13,7 jours de précipitations en janvier et 8 jours en juillet. Pour la période 1991-2020, la température moyenne annuelle observée sur la station météorologique la plus proche, située sur la commune de Cherbourg-en-Cotentin à 13 km à vol d'oiseau, est de 12,1 °C et le cumul annuel moyen de précipitations est de 963,9 mm,. Pour l'avenir, les paramètres climatiques de la commune estimés pour 2050 selon différents scénarios d’émission de gaz à effet de serre sont consultables sur un site dédié publié par Météo-France en novembre 2022.

## Urbanisme

### Typologie
Au 1er janvier 2024, Bricquebosq est catégorisée commune rurale à habitat dispersé, selon la nouvelle grille communale de densité à sept niveaux définie par l'Insee en 2022.
Elle est située hors unité urbaine.
Par ailleurs la commune fait partie de l'aire d'attraction de Cherbourg-en-Cotentin, dont elle est une commune de la couronne,. Cette aire, qui regroupe 77 communes, est catégorisée dans les aires de 50 000 à moins de 200 000 habitants,.

### Occupation des sols
L'occupation des sols de la commune, telle qu'elle ressort de la base de données européenne d’occupation biophysique des sols Corine Land Cover (CLC), est marquée par l'importance des territoires agricoles (96,8 % en 2018), en diminution par rapport à 1990 (100 %).
La répartition détaillée en 2018 est la suivante : terres arables (55,4 %), prairies (26,6 %), zones agricoles hétérogènes (14,8 %), zones urbanisées (3,2 %).

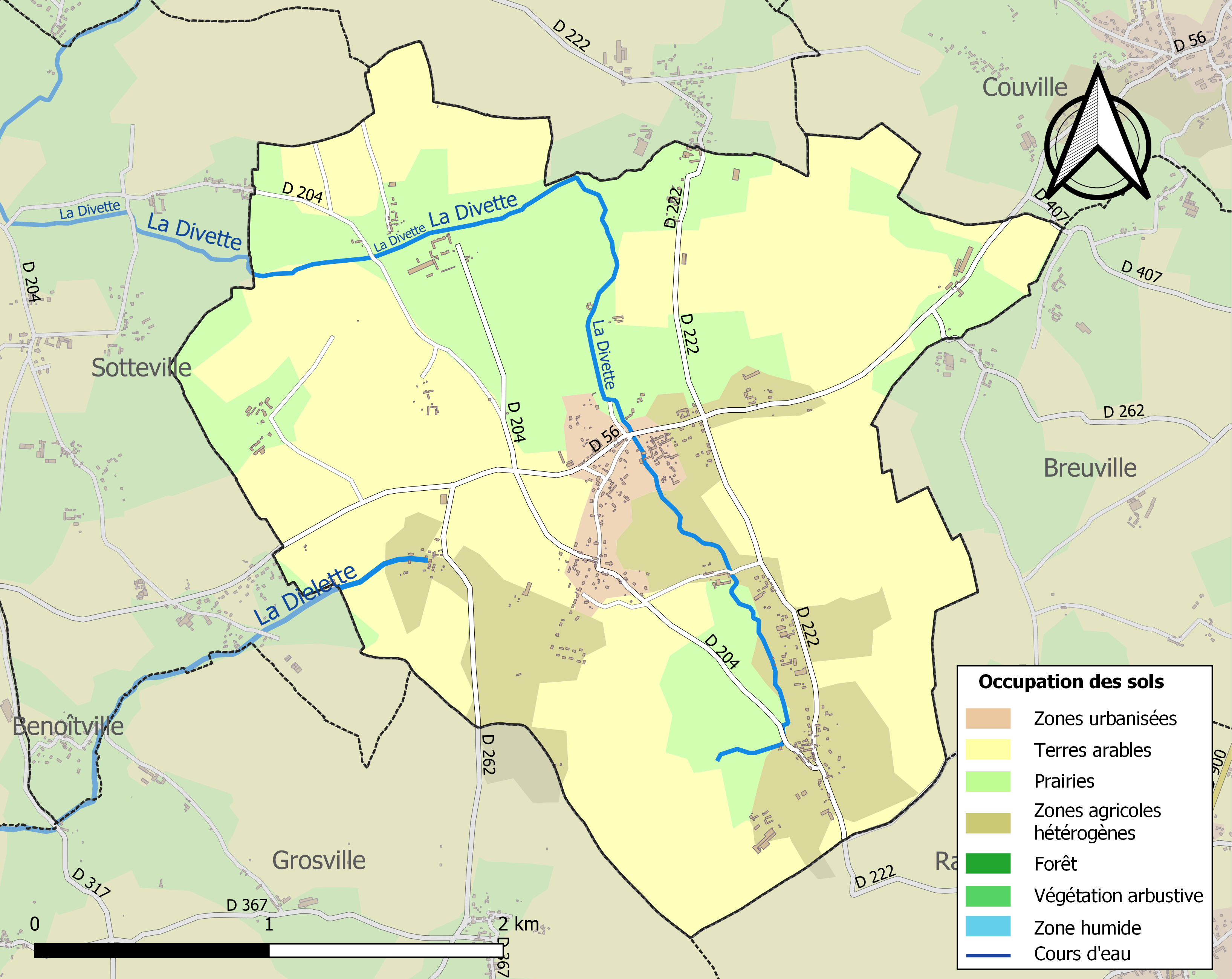
Carte des infrastructures et de l'occupation des sols de la commune en 2018 (CLC).

L'évolution de l’occupation des sols de la commune et de ses infrastructures peut être observée sur les différentes représentations cartographiques du territoire : la carte de Cassini (XVIIIe siècle), la carte d'état-major (1820-1866) et les cartes ou photos aériennes de l'IGN pour la période actuelle (1950 à aujourd'hui).

## Toponymie
Le nom de la localité est attesté sous les formes Brikobot entre 998 et 1008, Brickebo en 1224, Briquebosc vers 1280, Briqueboc en 1351 et en 1352, Briquebosc en 1555 et 1560, Briquebost en 1560, Briquebosc entre 1612 et 1636, Bricqueboscq en 1677, Bricqueboscq en 1677.
L'explication du premier élément du toponyme, la plus répandue est celle de l'ancien norrois brekka « pente, colline », elle a été initialement proposée par Auguste Vincent pour expliquer la première partie de Bricquebec. François de Beaurepaire adopte cette explication, sans exclure une interprétation par le scandinave brucg, « pont », rendu possible par le passage de la Divette à cet endroit (il faut bien sûr comprendre « l'ancien norois bryggja »).
Le deuxième élément -bos(c)q est issu de l'ancien norois de l'est bóð « habitation », comme le démontrent toutes les premières attestations en -bot, puis -bo après l'amuïssement régulier de la consonne finale.

## Histoire

### Moyen Âge
Au XIIe siècle, la paroisse relevait de l'honneur de Saint-Sauveur-le-Vicomte.
Geoffroy d'Harcourt et ses partisans dont Jean Guiffre, seigneur de Gatteville, et ses frères Geoffroy et Julien, après avoir marché contre le château de Chiffrevast qu'ils mettent à feu et à sang le 2 mars 1354, feront subir le même sort aux moulins d'Huberville et de Banville, ainsi qu'aux manoirs du Val de Sie (Le Valdécie), de Bricquebosq et de Prêtreville.

### Temps modernes
En 1567, Eustace de Thieuville, sieur de Bricquebost, du Bosc de Pirou et du Saulxey à Vesly et de Trassy à Canville-la-Rocque, est taxé pour ces fiefs de 24 livres dans le rôle des nobles et roturiers, au titre du ban et de l'arrière ban de la vicomté de Coutances, réalisé par Gilles Dancel, seigneur d'Audouville, lieutenant général du bailli de Cotentin, tenu à Coutances les 20-22 octobre. Le fief de Bricquebosc, connu anciennement sous le nom de Psamonville, qui valait un huitième de fief de haubert, était tenu du roi sous la vicomté de Valognes.

### Révolution française et Empire
Pendant la Révolution, Jean-Jacques Scelles (1751-1843), curé de Bricqueboscq, prêta serment en 1790 et 1791, mais en 1793, il refusa de remettre ses lettres de prêtrises et fut emprisonné. L'histoire fut utilisé par Louis Costel dans 1 000 ans sont comme un jour.

## Économie
Le principal employeur de la commune est l'entreprise d'autocars, touristiques et scolaires, Collas, avec 60 salariés.

## Politique et administration

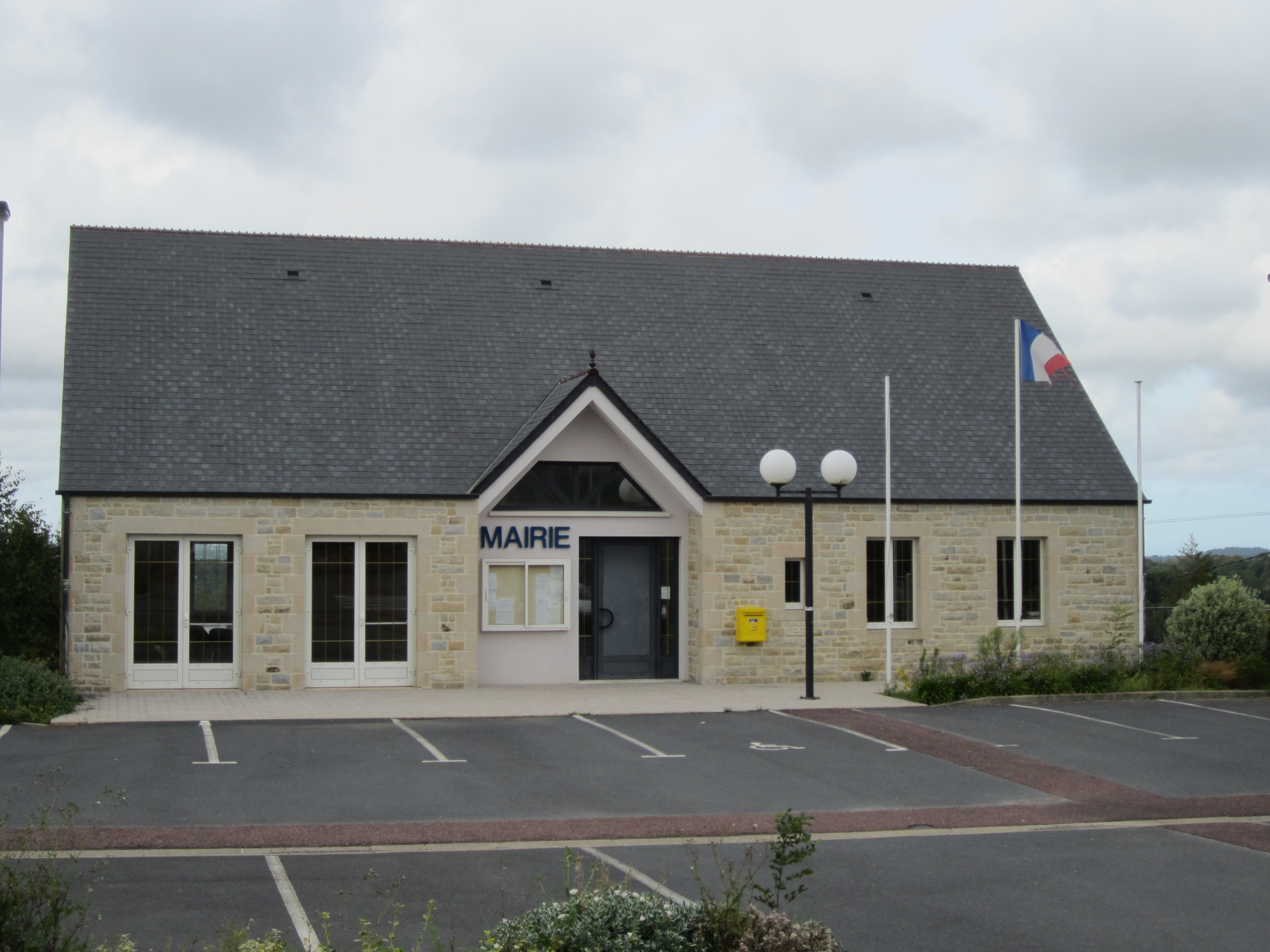
La mairie.

| Période                                  | Période   | Identité      | Étiquette | Qualité     |
| ---------------------------------------- | --------- | ------------- | --------- | ----------- |
|                                          | mars 2001 | Gaston Mahieu |           | Agriculteur |
| mars 2001                                | mars 2014 | Yves Lebatard | SE        |             |
| mars 2014                                | En cours  | Hubert Collas | SE        | Retraité    |
| Les données manquantes sont à compléter. |           |               |           |             |

## Population et société
Les habitants de la commune sont appelés les Bricquebosais.

### Démographie
L'évolution du nombre d'habitants est connue à travers les recensements de la population effectués dans la commune depuis 1793. Pour les communes de moins de 10 000 habitants, une enquête de recensement portant sur toute la population est réalisée tous les cinq ans, les populations de référence des années intermédiaires étant quant à elles estimées par interpolation ou extrapolation. Pour la commune, le premier recensement exhaustif entrant dans le cadre du nouveau dispositif a été réalisé en 2007.
En 2022, la commune comptait 638 habitants, en évolution de +9,06 % par rapport à 2016 (Manche : −0,31 %, France hors Mayotte : +2,11 %).
| 1793 | 1800 | 1806 | 1821 | 1831 | 1836 | 1841 | 1846 | 1851 |
| ---- | ---- | ---- | ---- | ---- | ---- | ---- | ---- | ---- |
| 507  | 569  | 657  | 627  | 657  | 654  | 647  | 580  | 551  |

| 1856 | 1861 | 1866 | 1872 | 1876 | 1881 | 1886 | 1891 | 1896 |
| ---- | ---- | ---- | ---- | ---- | ---- | ---- | ---- | ---- |
| 492  | 464  | 507  | 472  | 503  | 428  | 435  | 437  | 423  |

| 1901 | 1906 | 1911 | 1921 | 1926 | 1931 | 1936 | 1946 | 1954 |
| ---- | ---- | ---- | ---- | ---- | ---- | ---- | ---- | ---- |
| 426  | 410  | 429  | 406  | 401  | 413  | 404  | 436  | 425  |

| 1962 | 1968 | 1975 | 1982 | 1990 | 1999 | 2006 | 2007 | 2012 |
| ---- | ---- | ---- | ---- | ---- | ---- | ---- | ---- | ---- |
| 380  | 389  | 366  | 386  | 414  | 447  | 476  | 480  | 555  |

| 2017 | 2022 | - | - | - | - | - | - | - |
| ---- | ---- | - | - | - | - | - | - | - |
| 588  | 638  | - | - | - | - | - | - | - |

### Cultes
L'église est rattachée à la nouvelle paroisse Notre-Dame du doyenné de Cherbourg-Hague.

## Culture locale et patrimoine

### Lieux et monuments

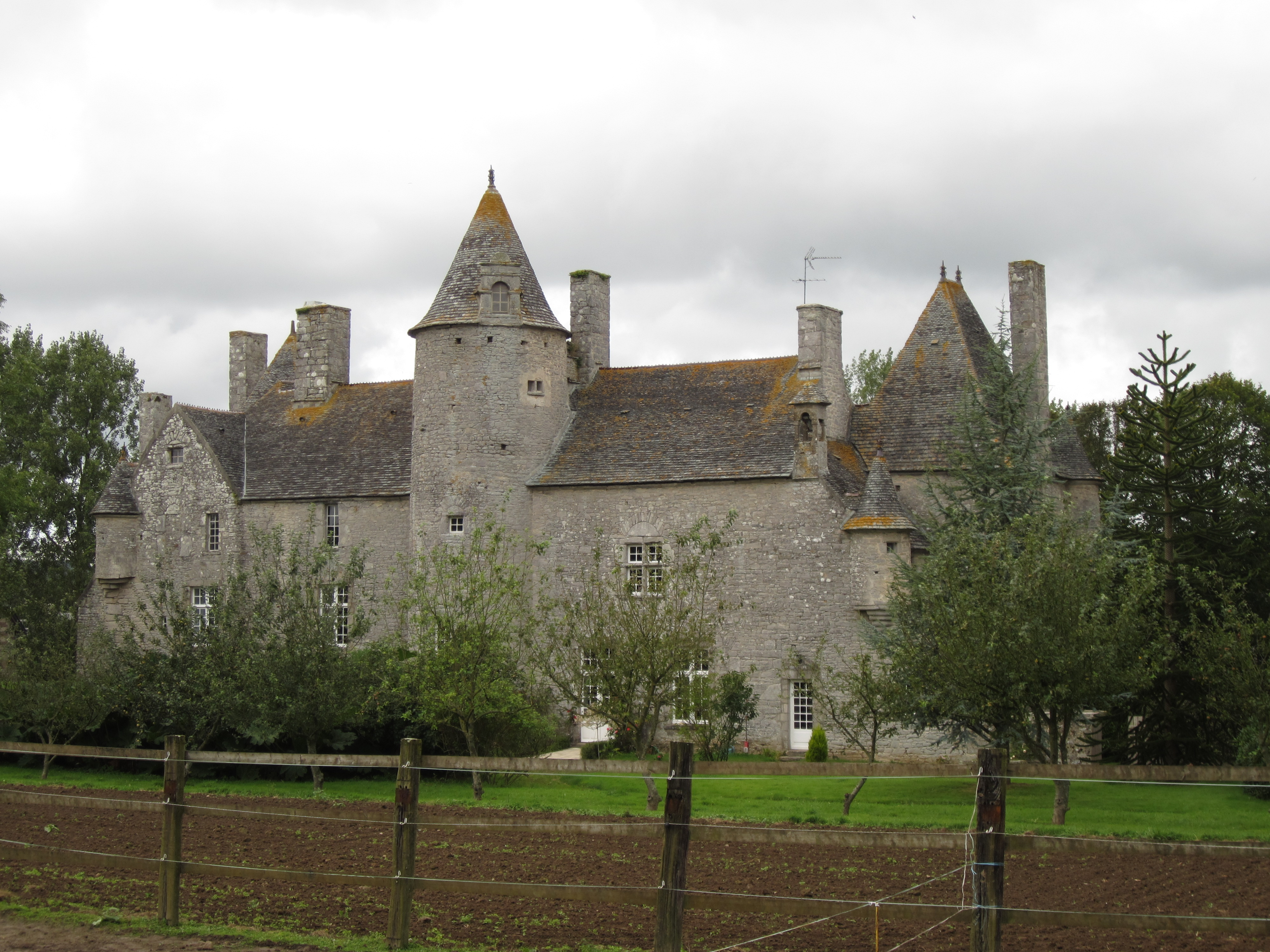
La Grande Maison de Bricquebosq.

- Grande Maison de Bricquebosq des XVIe – XVIIe siècles, ancienne propriété des seigneurs de Thieuville, classée aux monuments historiques en 1982 pour son logis principal et sa chapelle, la cheminée du logis, les communs et le colombier étant inscrits[37]. La chapelle construite en 1640 a été transformée en remise[28].
- Église Saint-Michel des XVIe – XVIIIe siècles, avec tour en façade et cadran solaire du XVIIIe. L'édifice abrite un bas-relief du XIVe représentant le martyre de sainte Agathe, amputée des deux seins[38] ainsi que des fonts baptismaux exorcisant la princesse Théodora du XVIe[28]. Un autre bas-relief sur le mur sud de la nef en pierre calcaire avec des traces de polychromie représentant le martyre de saint Sébastien[39], de la fin du XVIe ou du début du XVIIe siècle[28], ainsi qu'un ciboire des malades, sont classés au titre objet aux monuments historiques[40].
- La Chesnaie des XVIe – XIXe siècles.
- Bouillon des XVIe – XIXe siècles.
- Manoir d'Hertot, avec une tour d'escalier du XVIe siècle.
- Oratoire Notre-Dame-de-France, reine de la paix (1939-1945), près de l'église.
- Croix de cimetière du XVIe siècle, et dalles funéraires à croix nimbée[28].
- Croix de chemin dites La Croix Rose du XVIIe siècle et la Croix des Roux du XVIIe siècle.
- L'ancien presbytère a été transformé par la commune en gîtes ruraux[28].
- Source de la Divette.

### Personnalités liées à la commune
- Guy Deschamps (1933-2008), fondateur des éditions Des Champs, éditeur, entre autres ouvrages, des Cahiers de Gilles de Gouberville.
- Pablo Servigne, agronome et chercheur, spécialiste des questions de collapsologie, y a commencé ses études primaires.